# Världsmästerskapen i konståkning 2008
Världsmästerskapen i konståkning 2008 avgjordes i Scandinavium i Göteborg 18-23 mars 2008.

## Medaljsummering

### Medaljtabell
| Pl. | Nation    | Guld | Silver | Brons | Totalt |
| --- | --------- | ---- | ------ | ----- | ------ |
| 1   | Kanada    | 1    | 1      | 1     | 3      |
| 2   | Frankrike | 1    | 1      | 0     | 2      |
| 3   | Tyskland  | 1    | 0      | 0     | 1      |
| 3   | Japan     | 1    | 0      | 0     | 1      |
| 4   | Kina      | 0    | 1      | 0     | 1      |
| 4   | Italien   | 0    | 1      | 0     | 1      |
| 5   | Ryssland  | 0    | 0      | 1     | 1      |
| 5   | Sydkorea  | 0    | 0      | 1     | 1      |
| 5   | USA       | 0    | 0      | 1     | 1      |

### Medaljörer
| Event     | Guld                                    | Silver                    | Brons                            |
| Paråkning | Aliona Savchenko & Robin Szolkowy       | Zhang Dan & Zhang Hao     | Jessica Dube & Bryce Davison     |
| Damer     | Mao Asada                               | Carolina Kostner          | Kim Yu-Na                        |
| Isdans    | Isabelle Delobel & Olivier Schoenfelder | Tessa Virtue & Scott Moir | Jana Chochlova & Sergej Novitski |
| Herrar    | Jeffrey Buttle                          | Brian Joubert             | Johnny Weir                      |

### Fotnoter
1. ↑  Jan Semneby (18 mars 2008). ”VM-programmet”. Svenska dagbladet. https://www.svd.se/vm-programmet. Läst 12 mars 2017.